# Superprestige veldrijden 2008-2009
De Superprestigewedstrijden veldrijden 2008-2009 ging van start op 12 oktober 2008 in Ruddervoorde en eindigde op 15 februari 2009 in Vorselaar. De serie bestond uit acht wedstrijden, zes in België en twee in Nederland.

## Puntenverdeling
Punten werden toegekend aan alle crossers die in aanmerking kwamen voor Superprestige-punten. De top vijftien ontving punten aan de hand van de volgende tabel:
| Positie | 1  | 2  | 3  | 4  | 5  | 6  | 7 | 8 | 9 | 10 | 11 | 12 | 13 | 14 | 15 |
| Punten  | 15 | 14 | 13 | 12 | 11 | 10 | 9 | 8 | 7 | 6  | 5  | 4  | 3  | 2  | 1  |

## Mannen elite

### Kalender en podia
| Datum      | Locatie                                       | Cat. | Eerste           | Tweede           | Derde            | Leider in het klassement |         |
| ---------- | --------------------------------------------- | ---- | ---------------- | ---------------- | ---------------- | ------------------------ | ------- |
| 12/10/2008 | Cyclocross Ruddervoorde, Ruddervoorde         | C1   | Sven Nys         | Klaas Vantornout | Niels Albert     | Sven Nys                 | details |
| 02/11/2008 | Internationale cyclocross Veghel-Eerde, Eerde | C1   | Niels Albert     | Lars Boom        | Sven Nys         | Sven Nys/ Niels Albert   | details |
| 16/11/2008 | Cyclocross Asper-Gavere, Gavere               | C1   | Sven Nys         | Bart Wellens     | Klaas Vantornout | Sven Nys                 | details |
| 23/11/2008 | Bollekescross, Zogge                          | C1   | Sven Nys         | Klaas Vantornout | Bart Wellens     | Sven Nys                 | details |
| 30/11/2008 | Cyclocross Gieten, Gieten                     | C1   | Klaas Vantornout | Bart Wellens     | Sven Nys         | Sven Nys                 | details |
| 28/12/2008 | Cyclocross Diegem, Diegem                     | C1   | Zdeněk Štybar    | Klaas Vantornout | Sven Nys         | Sven Nys                 | details |
| 08/02/2009 | Vlaamse Aardbeiencross, Hoogstraten           | C1   | Sven Nys         | Niels Albert     | Bart Wellens     | Sven Nys                 | details |
| 15/02/2009 | GP Fidea, Vorselaar                           | C1   | Sven Nys         | Niels Albert     | Erwin Vervecken  | Sven Nys                 | details |

### Eindklassement
| #  | Naam                  | Punten |
| -- | --------------------- | ------ |
| 1  | Sven Nys              | 114    |
| 2  | Klaas Vantornout      | 104    |
| 3  | Bart Wellens          | 96     |
| 4  | Kevin Pauwels         | 83     |
| 5  | Thijs Al              | 66     |
| 6  | Erwin Vervecken       | 63     |
| 7  | Niels Albert          | 56     |
| 8  | Zdeněk Štybar         | 46     |
| 9  | Rob Peeters           | 42     |
| 10 | Gerben de Knegt       | 40     |
| 11 | Sven Vanthourenhout   | 38     |
| 12 | Bart Aernouts         | 37     |
| 13 | Dieter Vanthourenhout | 28     |
| 14 | Lars Boom             | 25     |
| 15 | Richard Groenendaal   | 25     |

| Pos. | Prijzengeld |
| ---- | ----------- |
| 1.   | € 26.000    |
| 2.   | € 14.500    |
| 3.   | € 8.750     |
| 4.   | € 6.000     |
| 5.   | € 4.250     |
| 6.   | € 2.800     |
| 7.   | € 2.200     |
| 8.   | € 1.900     |
| 9.   | € 1.600     |
| 10.  | € 1.200     |
| 11.  | € 1.000     |
| 12.  | € 800       |
| 13.  | € 500       |
| 14.  | € 500       |
| 15.  | € 500       |
| Tot. | € 72.500    |

## Mannen beloften

### Kalender en podia
| Datum      | Locatie                                       | Cat. | Eerste                  | Tweede                  | Derde                   | Leider in het klassement |         |
| ---------- | --------------------------------------------- | ---- | ----------------------- | ----------------------- | ----------------------- | ------------------------ | ------- |
| 12/10/2008 | Cyclocross Ruddervoorde, Ruddervoorde         | CU   | Philipp Walsleben       | Tom Meeusen             | Lukáš Klouček           | Philipp Walsleben        | details |
| 02/11/2008 | Internationale cyclocross Veghel-Eerde, Eerde | CU   | Marek Konwa             | Jan Van Dael            | Dave De Cleyn           | Jan Van Dael             | details |
| 16/11/2008 | Cyclocross Asper-Gavere, Gavere               | CU   | Philipp Walsleben       | Tom Meeusen             | Kenneth Van Compernolle | Philipp Walsleben        | details |
| 23/11/2008 | Bollekescross, Zogge                          | CU   | Philipp Walsleben       | Kenneth Van Compernolle | Mitchell Huenders       | Philipp Walsleben        | details |
| 30/11/2008 | Cyclocross Gieten, Gieten                     | CU   | Kenneth Van Compernolle | Mitchell Huenders       | Lubomír Petruš          | Philipp Walsleben        | details |
| 28/12/2008 | Cyclocross Diegem, Diegem                     | CU   | Philipp Walsleben       | Arnaud Jouffroy         | Mitchell Huenders       | Philipp Walsleben        | details |
| 08/02/2009 | Vlaamse Aardbeiencross, Hoogstraten           | CU   | Philipp Walsleben       | Jan Denuwelaere         | Tom Meeusen             | Philipp Walsleben        | details |
| 15/02/2009 | GP Fidea, Vorselaar                           | CU   | Philipp Walsleben       | Kenneth Van Compernolle | Tom Meeusen             | Philipp Walsleben        | details |

### Eindklassement
| #  | Naam                    | Punten |
| -- | ----------------------- | ------ |
| 1  | Philipp Walsleben       | 90     |
| 2  | Kenneth Van Compernolle | 79     |
| 3  | Tom Meeusen             | 74     |
| 4  | Mitchell Huenders       | 71     |
| 5  | Quentin Bertholet       | 55     |
| 6  | Marek Konwa             | 41     |
| 7  | Jim Aernouts            | 40     |
| 8  | Joeri Adams             | 40     |
| 9  | Marcel Meisen           | 39     |
| 10 | Lukáš Klouček           | 39     |

## Jongens junioren

### Kalender en podia
| Datum      | Locatie                                       | Cat. | Eerste             | Tweede            | Derde                   | Leider in het klassement          |         |
| ---------- | --------------------------------------------- | ---- | ------------------ | ----------------- | ----------------------- | --------------------------------- | ------- |
| 12/10/2008 | Cyclocross Ruddervoorde, Ruddervoorde         | CJ   | Tijmen Eising      | Vinnie Braet      | Lars van der Haar       | Tijmen Eising                     | details |
| 02/11/2008 | Internationale cyclocross Veghel-Eerde, Eerde | CJ   | David van der Poel | Gert-Jan Bosman   | Niels Koyen             | David van der Poel                | details |
| 16/11/2008 | Cyclocross Asper-Gavere, Gavere               | CJ   | Tijmen Eising      | Lars van der Haar | Wietse Bosmans          | Tijmen Eising                     | details |
| 23/11/2008 | Bollekescross, Zogge                          | CJ   | Tijmen Eising      | Wietse Bosmans    | Lars van der Haar       | Tijmen Eising                     | details |
| 30/11/2008 | Cyclocross Gieten, Gieten                     | CJ   | Lars van der Haar  | Jan Nesvadba      | Mike Teunissen          | Tijmen Eising / Lars van der Haar | details |
| 28/12/2008 | Cyclocross Diegem, Diegem                     | CJ   | Tijmen Eising      | Lars van der Haar | Wietse Bosmans          | Tijmen Eising                     | details |
| 08/02/2009 | Vlaamse Aardbeiencross, Hoogstraten           | CJ   | Wietse Bosmans     | Tijmen Eising     | Michiel van der Heijden | Tijmen Eising                     | details |
| 15/02/2009 | GP Fidea, Vorselaar                           | CJ   | Tijmen Eising      | Wietse Bosmans    | Lars van der Haar       | Tijmen Eising                     | details |

### Eindklassement
| #  | Naam                    | Punten |
| -- | ----------------------- | ------ |
| 1  | Tijmen Eising           | 89     |
| 2  | Lars van der Haar       | 82     |
| 3  | Wietse Bosmans          | 81     |
| 4  | Michiel van der Heijden | 66     |
| 5  | David van der Poel      | 64     |
| 6  | Mike Teunissen          | 57     |
| 7  | Jelle Lugten            | 44     |
| 8  | Vinnie Braet            | 36     |
| 9  | Joeri Adams             | 34     |
| 10 | Niels Koyen             | 32     |